# Kris Statlander
Kristen « Kris » Stadtlander (née le 7 août 1995 à West Islip (New York)) est une catcheuse (lutteuse professionnelle) américaine. Elle travaille actuellement à la All Elite Wrestling, sous le nom de Kris Statlander.
Elle commence sa carrière en 2016 et lutte dans des petites fédérations de catch américaine. Elle remporte notamment le championnat Spirit et le championnat du monde de la Women's Superstars Uncensored.

## Jeunesse et entraînement
Kris Statlander est né à West Islip sur Long Island. Après avoir travaillé comme doublure cascade, elle commence à apprendre le catch auprès de Pat Buck et Curt Hawkins à la Create A Pro Wrestling Academy de Hicksville en 2016. Statlander est devenue plus tard la première catcheuse professionnelle formée par cette école de catch.

## Carrière de catcheuse

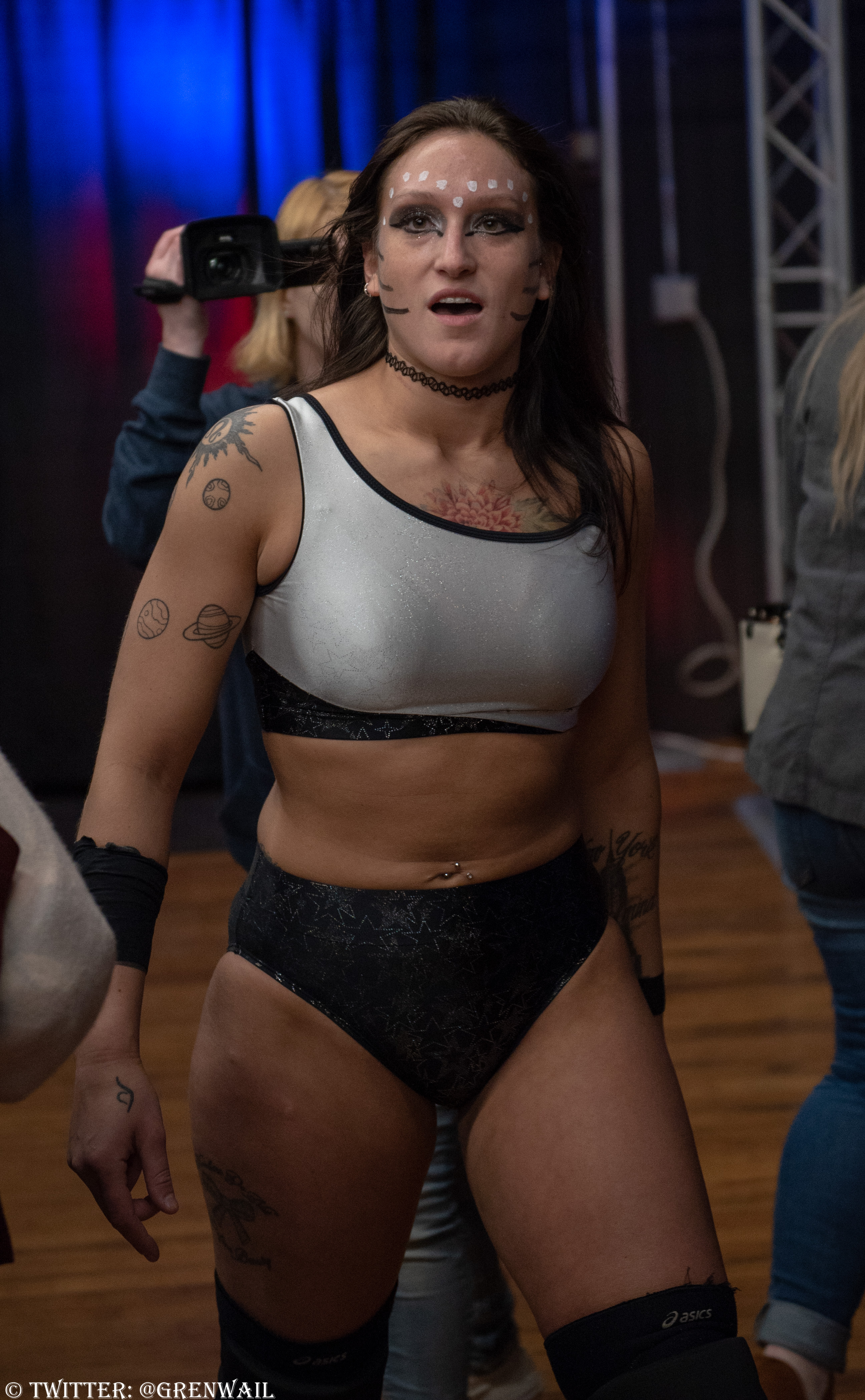
Kris Statlander, février 2019.

### Début de carrière (2016-2019)
Statlander a fait ses débuts comme catcheuse en novembre 2016. Elle passe sa première année à lutter dans diverses fédération de l'état de New York.  Toujours dans sa première année, Statlander a lutté à la Combat Zone Wrestling, une fédération de catch hardcore du New Jersey.
Elle remporte son premier titre le 10 juin 2017 où elle devient championne féminine de la Victory Pro Wrestling après sa victoire face à Karen Q dans un match sans disqualification,. Son règne prend fin le 23 juin 2018 après sa défaite face à Sam L'Eterna.
En 2019, elle lutte à la Women's Superstars Uncensored et y remporte le championnat Spirit le 2 mars après sa victoire face à Jordynne Grace. Son règne prend fin le 7 septembre après sa défaite face à Davienne.
Statlander fait une apparition à la World Wrestling Entertainment (WWE) lors de l'épisode de SmackDown Live du 9 avril 2019, faisant équipe avec Karissa Rivera avec qui elle perd contre les championnes par équipe féminine de la WWE Billie Kay et Peyton Royce. Peu après cela, la presse annonce que Statlander a signé un contrat avec la WWE ce qui s'avère être faux. En juin 2020, elle s'exprime à ce sujet et déclare que la WWE ne l'a pas engagé à cause d'un tweet postée qui parle d'une anecdote quand elle voulait devenir cascadeuse.

### All Elite Wrestling (2019-...)

#### Débuts, diverses rivalités et blessure (2019-2022)
Le 19 novembre 2019 à AEW Dark, elle fait ses débuts avec la All Elite Wrestling et dispute son premier match aux côtés de Riho, mais les deux femmes perdent face à Dr Britt Baker D.M.D et Emi Sakura par soumission. Le 27 novembre à Dynamite, elle fait ses débuts dans le show télévisé et dispute son premier match aux côtés d'Hikaru Shida, mais elles perdent face à Bea Priestly et Emi Sakura. Le 9 décembre, elle signe officiellement avec la fédération.
Le 29 février 2020 à Revolution, elle ne remporte pas le titre mondial féminin de la AEW, battue par Nyla Rose. Le 14 juin, elle annonce, sur Twitter souffrir d'une rupture des ligaments du genou et doit s'absenter des rings pendant plusieurs mois. 
Le 31 mars 2021 à Dynamite, elle fait son retour de blessure après 9 mois et demi d'absence, tout comme Trent, aide Chuck Taylor et Orange Cassidy à battre Miro et Kip Sabian, en attaquant la femme de ce dernier, Penelope Ford. Après le combat, elle intègre le groupe des Best Friends.
Le 5 septembre à All Out, elle ne remporte pas le titre mondial féminin de la AEW, battue par Dr Britt Baker D.M.D par soumission. Le 23 octobre, l'AEW annonce les participantes du tournoi pour désigner la première championne TBS de la AEW. Le 1er décembre à Dynamite, elle perd face à Ruby Soho en quart de finale du tournoi.
Le 6 mars 2022 lors du pré-show à Revolution, elle perd face à Leyla Hirsch.
Le 13 août, il est annoncé qu'elle souffre d'une déchirure complète du ligament croisé du genou, du ménisque latéral et va devoir s'absenter pendant 9 mois.

#### Retour, championne TBS et diverses rivalités (2023-...)
Le 28 mai 2023 à Double or Nothing, elle fait son retour de blessure et devient la nouvelle championne TBS en battant Jade Cargill qui venait de conserver son titre contre Taya Valkyrie, remporte le titre pour la première fois de sa carrière et son premier titre personnel.
Le 3 septembre à All Out, elle conserve son titre en battant Ruby Soho. 
Le 1er octobre à WrestleDream, elle conserve son titre en battant Julia Hart. Le 18 novembre à Full Gear, elle ne conserve pas sa ceinture, battue par sa même adversaire dans un 3-Way match qui inclut également Skye Blue. Le 16 décembre à Collision: Winter is Coming, elle fait officiellement équipe avec Willow Nightingale et ensemble, les deux catcheuses battent Diamante et Mercedes Martinez. 14 soirs plus tard lors du pré-show à Worlds End, elle perd face à sa coéquipière.
Le 3 mars 2024 lors du pré-show à Revolution, sa partenaire et elle battent Skye Blue et Julia Hart.
Le 26 mai à Double or Nothing, Stokely Hathaway et elle assistent à la défaite de Willow Nightingale contre Mercedes Moné pour le titre TBS. Après le combat, elle fait semblant de renvoyer leur manager et effectue un Heel Turn, car elle se retourne contre sa désormais ex-partenaire. Le 30 juin lors du pré-show à Forbidden Door, Momo Wanatabe et elle perdent face à Tam Nakano et son ancienne équipière.
Le 25 août lors du pré-show à All In, son manager et elle perdent face à Tomohiro Ishii et sa rivale. Treize soirs plus tard à All Out, elle prend sa revanche sur son ancienne coéquipière dans un Chicago Street Fight match.
Le 4 octobre à Rampage, elle effectue un Face Turn, car elle annonce avoir mis fin à sa collaboration avec Stokely Hathaway, jusqu'à ce que Kamille et Mercedes Moné se moquent d'elle. Le 23 novembre à Full Gear, elle ne remporte pas le titre TBS, battue par The CEO. Le 28 décembre à Worlds End, elle ne remporte pas la ceinture, rebattue par sa même adversaire.
Le 12 juillet 2025 à All In, elle ne remporte pas le Women's Casino Gauntlet match, gagné par Athena, et un contrat qui lui permet d'avoir un championnat à tout moment.

## Style de catch et personnalité
Sur un ring de catch, elle essaie d'incarner une extraterrestre qu'elle attribue au fait qu'elle est « une grande passionnée de science ». Sous ce personnage, elle est surnommée "The Galaxy's Greatest Alien". Elle utilise un 450 splash et un package piledriver comme prises de finition, respectivement appelés Area 451 et Big Bang Theory,.

## Palmarès
- All Elite Wrestling (AEW)
  - 1 fois championne TBS de la AEW
- AAW: Professional Wrestling Redefined (AAW)
  - 1 fois championne féminine de l'AAW[44]
- Beyond Wrestling
  - Treasure Hunter Tournament[45]
- Blitzkrieg! Pro (B!P)
  - 1 fois championne Bedlam de la B!P[46]
- Create A Pro Wrestling Academy (CAP)
  - 1 fois championne Télévision de la CAP[47]
- IndependentWrestling.tv (IWTV)
  - 1 fois championne du monde indépendant du catch de l'IWTV[48]
- New York Wrestling Connection (NYWC)
  - 1 fois championne des starlettes de la NYWC[49]
- Victory Pro Wrestling (VPW)
  - 1 fois championne féminine de la VPW[50]
- Women's Superstars Uncensored (WSU)
  - 1 fois championne Spirit de la WSU[51]
  - 1 fois championne du monde par intérim de la WSU[52]

## Récompenses des magazines
- Pro Wrestling Illustrated

| Année | 2019 | 2020 | 2021 | 2022 | 2023 | 2024 |
| ----- | ---- | ---- | ---- | ---- | ---- | ---- |
| Rang  | 100  | 32   | 26   | 125  | 18   | 36   |

- Sport Illustrated
  - 6e catcheuse de l'année 2019[54]

## Vie privée
Elle a été en couple avec le catcheur d'Impact ! Wrestling, Caleb Konley.
Le 29 décembre 2024, sa relation avec le catcheur a pris fin et elle révèle avoir un diplôme de masseuse thérapeutique.